# Каймань
Каймань — деревня в Захаровском районе Рязанской области. Входит в Плахинское сельское поселение.

## География
Находится в западной части Рязанской области на расстоянии приблизительно 20 км на север по прямой от районного центра села Захарово.

## История
На карте 1850 года показана как поселение с 7 дворами. В 1859 году здесь (тогда деревня Рязанского уезда Рязанской губернии) было учтено 8 дворов , в 1897 — 20.

## Население
Численность населения: 232 человека (1859 год), 204 (1897), 22 в 2002 году (русские 100 %), 15 в 2010.